# Villa apiformis
Villa apiformis är en tvåvingeart som beskrevs av Hesse 1956. Villa apiformis ingår i släktet Villa och familjen svävflugor. Inga underarter finns listade i Catalogue of Life.